# بازار حمیدیه
بازار حمیدیه (به عربی: سوق الحمیدیه) مشهورترین و بزرگ‌ترین بازار دمشق است که در بخش قدیمی شهر دمشق واقع شده‌است. بازار حمیدیه در نزدیکی مدفن سیده رقیه، نوه علی بن ابیطالب، پیغمبر اسلام و مسجد اموی واقع شده‌است. میدان مرجه در انتهای غربی بخش قدیمی دمشق و در مجاورت بازار حمیدیه واقع شده‌است. بقایای ستون‌های معبد ژوپیتر در انتهای بازار حمیدیه واقع شده‌اند.

## روایت ابن بطوطه
ابن بطوطه در سفرنامه‌اش نوشته‌است که سوق الحمیدیه بر روی ویرانه‌های کاخ سبز معاویه پسر ابی‌سفیان ساخته شد.